# Calcificazione distrofica
La  calcificazione distrofica in campo medico, è il processo patologico di deposito del calcio in tessuti necrotici o in via di degenerazione. Questi più frequentemente sono valvole cardiache, cicatrici e vasi sanguigni aterosclerotici. A differenza della calcificazione metastatica qui non si mostrano ipercalcemia, o alterazioni del metabolismo del calcio.

## Tipologia
Una forma particolare di tale calcificazione è la calcificazione cardiaca distrofica (DCC), un'anomalia autosomica recessiva, composta da accumulo di fosfato di calcio nel tessuto del miocardio, la cui eziologia e la relativa corretta terapia sono ancora sotto studi approfonditi.